# 所沢市立所沢中学校
所沢市立所沢中学校（ところざわしりつ ところざわちゅうがっこう）は、所沢市けやき台にある公立中学校。

## 沿革
1947年4月1日 所沢町立所沢中学校として所沢小学校内に創立

1947年5月3日 開校式を実施

1947年5月3日 後援会を結成

1948年1月12日 PTAを結成

1948年6月10日 校章を制定

1949年12月22日 校旗を制定

1950年11月3日 所沢市制施行。所沢市立所沢中学校へ名称変更

1958年1月1日 体育館を設置

1958年1月1日 校歌を制定

1960年3月10日 図書館を設置

1964年5月14日 給食を開始

1967年8月3日 50 mプールを設置

1967年8月3日 体育館を設置

## 教育方針
「自立・共生・貢献」
・求めて学ぶ（自主性）
・共に生きる（人間性）
・力を尽くす（社会性）

## 生徒会活動
- 専門委員会
  - 保健委員会
  - 体育委員会
  - 情報委員会
  - 生活委員会
  - 環境委員会
  - 図書委員会
  - 給食委員会
  - 福祉ボランティア委員会
- 特別委員会
  - 部活動委員会
  - 選挙管理委員会

## 部活動
- 運動系部活動
- 陸上部
  - 野球部
  - ソフトボール部
  - 男子テニス部
  - 女子テニス部
  - サッカー部
  - 男子卓球部
  - 女子卓球部
  - 男子バスケットボール部
  - 女子バスケットボール部
  - 女子バレー部
  - 柔道部
  - 剣道部

- 文化系部活動
  - コーラス部
  - 吹奏楽部
  - 美術部
  - 科学部
  - 文芸部
  - クロスカルチャー部

## 通学区域
西所沢1~2丁目、金山町、元町、寿町、東町、御幸町、旭町、日吉町、星の宮1~2丁目、宮本町1~2丁目、西新井町、有楽町、北有楽町、泉町、喜多町、けやき台2丁目、くすのき台1丁目(除12・13)、くすのき台2丁目1~13、くすのき台3丁目4~7 

## 進学前小学校
所沢小学校、明峰小学校、清進小学校(一部)

## 学区内の主な施設
駅
- 所沢駅
- 西所沢駅
- 新所沢駅
- 航空公園駅

商業施設
- ダイエー所沢店
- プロペ通り

公共施設
- 航空記念公園
- 所沢図書館
- 所沢市民文化センター ミューズ

## 交通
西武新宿線航空公園駅より750 m

## 著名な関係者
出身者
- 皆川佑介（プロサッカー選手、サンフレッチェ広島）
- 小黒祐一郎（アニメ雑誌編集者、シナリオライター、企画）
- U（アーティスト、THE BEAT GARDEN）
- 辰巳雄大（アイドル）

教職員
- 藤本正人（政治家、所沢市長）- 元教員